# 29 januari
29 januari är den 29:e dagen på året i den gregorianska kalendern. Det återstår 336 dagar av året (337 under skottår).

## Återkommande bemärkelsedagar

### Flaggdagar
- Danmark: Flottans ordensdag (militär flaggdag)

## Namnsdagar

### I den svenska almanackan
- Nuvarande – Diana
- Föregående i bokstavsordning
  - Diana – Namnet infördes 1986 på 11 mars, men flyttades 1993 till 3 november (alltså från 11/3 till 3/11) och 2001 till dagens datum.
  - Valerie – Namnet infördes på dagens datum 1986, men utgick 1993.
  - Valerius – Namnet fanns, till minne av en spansk biskop och helgon, på dagens datum fram till 1901, då det utgick till förmån för Valter.
  - Valter – Namnet infördes på dagens datum 1901, då det ersatte Valerius, och fanns där fram till 2001 då det istället flyttades till 17 augusti.
  - Vilma – Namnet infördes 1986 på 26 maj. 1993 flyttades det till dagens datum, men flyttades 2001 tillbaka till 26 maj.
  - Volter – Namnet infördes på dagens datum 1986, men utgick 1993.
- Föregående i kronologisk ordning
  - Före 1901 – Valerius
  - 1901–1985 – Valter
  - 1986–1992 – Valter, Valerie och Volter
  - 1993–2000 – Valter och Vilma
  - Från 2001 – Diana
- Källor
  - Brylla, Eva (red.): Namnlängdsboken, Norstedts ordbok, Stockholm, 2000. ISBN 91-7227-204-X
  - af Klintberg, Bengt: Namnen i almanackan, Norstedts ordbok, Stockholm, 2001. ISBN 91-7227-292-9

### Finlandssvenska almanackan
- Nuvarande från 1973[1] – Valter, Volter
- I föregående revideringar[a][2]
  - 1929–1972 – Valter

## Händelser
- 904 – Sedan Leo V har blivit avsatt och mördad året före väljs Sergius III till påve.
- 1801 – Den tysk-svenske kompositören Johann Christian Friedrich Haeffners opera Renaud, som bygger på den italienske renässansdiktaren Torquato Tassos epos Det befriade Jerusalem från 1581, uruppförs på Operan i Stockholm.
- 1819 – Sveriges kung Karl XIV Johan stadfäster den Wallinska psalmboken, som, med tillägg 1921, tillsammans med Haeffners koralbok kommer att gälla för svenska kyrkan fram till 1937, då en ny psalmbok antas.
- 1820 – Vid Georg III:s död efterträds han som kung av Storbritannien av sin son Georg IV. Denne har i praktiken varit landets regent sedan 1811, då hans far omyndigförklarades på grund av galenskap.
- 1850 – Sveriges genom tiderna värsta snöstorm, som går till historien som Yrväderstisdagen, rasar och medför att över 100 personer omkommer.
- 1861 – Kansas blir den 34:e delstaten som upptas i den amerikanska unionen.[3]
- 1904
  - Den svenska sportklubben Västerås SK grundas.
  - Stockholms första fasta biograf öppnas i Blancheteatern vid Hamngatan. Biografutvecklingen går sedan mycket snabbt och redan året därpå finns det tio biografer i staden och 1909 tjugofem stycken.
- 1906 – Vid Kristian IX:s död efterträds han som kung av Danmark av sin 62-årige son Fredrik VIII.[4]
- 1918 – Svenska brigaden, som är en svensk frivilligkår, bildad för att bistå den vita sidan i det finska inbördeskriget, håller sitt första möte i Stockholm.
- 1925 – Josef Stalin, som har tagit makten som det sovjetiska kommunistpartiets generalsekreterare efter Vladimir Lenins död året före avskedar Lev Trotskij från posten som Sovjetunionens krigskommissarie, eftersom splittring har uppstått mellan dem båda. Knappt tre år senare utesluts Trotskij ur partiet och avskedas från alla sina uppdrag och 1929 tvingas han gå i landsflykt.
- 1949 – Det kommunistiska ekonomiska samarbetsorganet Comecon grundas som en motvikt mot den amerikanska Marshallhjälpen. Fram till upplösningen 1991 fungerar det som ekonomiskt samarbetsorgan mellan kommunistiskt styrda länder, vars främsta uppgift blir att samordna deras femårsplaner.
- 1959 – Det första Melodifestivalen hålls på Cirkus, Stockholm.
- 1964 – Olympiska vinterspelen 1964 invigs i Innsbruck av Österrikes förbundspresident Adolf Schärf. Spelen avslutas 9 februari.
- 1966 – Dag Hammarskjöldbiblioteket, som är avsett för internationella frågor och samarbetssträvanden, invigs som en specialavdelning av Uppsala stadsbibliotek.
- 1974 – Den svenska bensinransoneringen, som infördes den 8 januari på grund av den rådande oljekrisen, upphör.
- 1979 – Den 16-åriga amerikanska skolflickan Brenda Ann Spencer skjuter ihjäl två och skadar åtta skolbarn samt en väktare, när hon skjuter med sitt gevär från sitt fönster mot en skola i San Diego i Kalifornien.
- 1980 – Det svenska Transportarbetareförbundets ordförande Hans Ericson tvingas avgå efter kontroverser kring hans semesterresa till Kanarieöarna 1975–1976.
- 1981 – Högsta domstolen avkunnar dom i det så kallade skattefjällsmålet om vem som äger rättigheterna till de så kallade skattefjällen i norra Jämtland, om samerna i området har några rättigheter utöver vad som finns i rennäringslagstiftningen och om denna lagstiftning strider mot grundlagsförbudet mot diskriminering. Enligt domen ägs fjällen av staten, medan samerna inte har några extra rättigheter och lagstiftningen inte strider mot grundlagen.
- 1990 – En månadslång konflikt inom den svenska banknäringen medför att de större svenska bankerna stänger sina kontor.
- 1996 – Den svenska radiostationen Rix FM lanseras efter att nätverken Z-Radio och Rix har slagits samman.
- 2006
  - I den andra omgången av årets presidentval i Finland blir utmanaren Sauli Niinistö (med 48,2 % av rösterna) besegrad av den sittande presidenten Tarja Halonen (51,8 %), som därmed bekläder ämbetet för en ny sexårsperiod.
  - Sveriges socialdemokratiska ungdomsförbunds ordförande Anna Sjödin grips av polis efter att hon har bråkat med en dörrvakt vid krogen Crazy Horse i centrala Stockholm. Tillsammans med det faktum att en 17-åring hösten före har blivit serverad alkohol på krogen och strax därefter drunknat i Nybroviken, leder denna händelse till att krogen senare under året förlorar både sitt hyreskontrakt och serveringstillstånd och tvingas stänga. Sjödin döms senare för våld mot tjänsteman, våldsamt motstånd, egenmäktigt förfarande och ringa förolämpning.

## Födda
- 1499 – Katharina von Bora, sachsisk nunna, gift med munken och reformatorn Martin Luther
- 1688 – Emanuel Swedenborg, svensk författare, naturvetenskapsman och mystiker
- 1706 – Carl Reinhold Berch, svensk numismatiker och ämbetsman
- 1749 – Kristian VII, kung av Danmark och Norge
- 1778 – John Williams, amerikansk militär, diplomat och politiker, senator för Tennessee
- 1799 – Leonard Wilcox, amerikansk demokratisk politiker och jurist, senator för New Hampshire
- 1802 – John S. Barry, amerikansk demokratisk politiker, guvernör i Michigan
- 1835 – Susan Coolidge, amerikansk författare
- 1843 – William McKinley, amerikansk republikansk politiker, guvernör i Ohio, USA:s president
- 1849 – Newton C. Blanchard, amerikansk demokratisk politiker och jurist, guvernör i Louisiana
- 1856 – Vitalis Norström, svensk filosof och akademisk lärare, ledamot av Svenska Akademien
- 1860 – Anton Tjechov, rysk författare
- 1861 – William M. Butler, amerikansk republikansk politiker, senator för Massachusetts
- 1862 – Frederick Delius, brittisk kompositör
- 1866 – Romain Rolland, fransk författare, mottagare av Nobelpriset i litteratur 1915
- 1868 – Leonard Typpö, finländsk diktare, riksdagsman och lantbrukare
- 1876 – Emile Stiebel, svensk operasångare och skådespelare
- 1877
  - Georges Catroux, fransk armégeneral och politiker
  - Davida Hesse,  svensk operasångerska
- 1878 – Walter F. George, amerikansk demokratisk politiker, senator för Georgia
- 1880 – W.C. Fields, amerikansk skådespelare och komiker
- 1884 – Rickard Sandler, svensk socialdemokratisk politiker och folkhögskolelärare, Sveriges finansminister, statsminister samt utrikesminister, landshövding i Gävleborgs län
- 1901 – Mary Eaton, amerikansk dansös och skådespelare
- 1905 – Barnett Newman, amerikansk konstnär
- 1915 – Victor Mature, amerikansk skådespelare
- 1916 – Claes Egnell, svensk utövare av modern femkamp och sportskytte, mottagare av Svenska Dagbladets guldmedalj 1945
- 1918 – John Forsythe, amerikansk skådespelare
- 1921 – Gotha Andersen, dansk skådespelare
- 1925 – Karin Miller, svensk skådespelare
- 1926 – Abdus Salam, pakistansk teoretisk fysiker, mottagare av Nobelpriset i fysik 1979
- 1931 – Ferenc Mádl, ungersk politiker, Ungerns president
- 1933 – Sacha Distel, fransk jazzmusiker och -sångare
- 1940 – Katharine Ross, amerikansk skådespelare
- 1941 – Robin Morgan, amerikansk feminist, författare och skådespelare
- 1942
  - Arnaldo Tamayo Méndez, kubansk kosmonaut
  - Laila Novak, svensk fotomodell, mannekäng och skådespelare
- 1945
  - Donna Caponi, amerikansk golfspelare
  - Jim Nicholson, nordirländsk politiker
  - Tom Selleck, amerikansk skådespelare
- 1946 – Tomas Pontén, svensk skådespelare
- 1947
  - Linda Buck, amerikansk biolog, mottagare av Nobelpriset i fysiologi eller medicin 2004
  - David Byron, brittisk rocksångare i gruppen Uriah Heep
- 1948 – Marc Singer, amerikansk skådespelare
- 1949 – Birger Schlaug, svensk miljöpartistisk politiker, språkrör för Miljöpartiet
- 1953 – Richard Younger-Ross, brittisk parlamentsledamot för Liberaldemokraterna
- 1954
  - Terry Kinney, amerikansk skådespelare
  - Oprah Winfrey, amerikansk TV-programledare och skådespelare
- 1957
  - Heléne Perback, svensk dansare
  - Mulatu Teshome, etiopisk president
- 1958 – Leif Andrée, svensk skådespelare
- 1960 – Greg Louganis, amerikansk simhoppare, fyrfaldig olympisk guldmedaljör
- 1962
  - Olle Bälter, svensk forskare inom datalogi, docent vid Kungliga Tekniska högskolan
  - Lee Terry, amerikansk republikansk politiker
  - Olga Tokarczuk, polsk författare och psykolog, mottagare av Nobelpriset i litteratur 2018
  - Nicholas Turturro, amerikansk skådespelare
- 1965
  - Richard Carlsohn, svensk musikalartist och skådespelare
  - Dominik Hašek, tjeckisk ishockeyspelare
- 1968 – Edward Burns, amerikansk skådespelare, manusförfattare och regissör
- 1970 – Heather Graham, amerikansk skådespelare
- 1975 – Sara Gilbert, amerikansk skådespelare
- 1979
  - Andrew Keegan, amerikansk skådespelare
  - Ken Ring, svensk rappare
- 1982 – Adam Lambert, amerikansk sångare, skådespelare och låtskrivare
- 1994 – Phillipp Mwene, österrikisk fotbollsspelare

## Avlidna
- 1119 – Gelasius II, påve sedan 1118
- 1289 – Jens Dros, dansk kyrkoman, ärkebiskop i Lunds stift sedan 1280
- 1696 – Ivan V, 29, tsar av Ryssland sedan 1682
- 1722 – Carl Gustaf Rehnskiöld, 70, svensk fältmarskalk, generalguvernör och greve
- 1737 – George Hamilton, 70, brittisk fältmarskalk
- 1743 – André Hercule de Fleury, 89, fransk statsman och kardinal, Frankrikes premiärminister sedan 1726
- 1820 – Georg III, 81, kung av Storbritannien och Irland sedan 1760
- 1829 – Paul Barras, 73, fransk militär, politiker och revolutionär
- 1837 – Aleksandr Pusjkin, 37, rysk författare
- 1842 – Nathan F. Dixon I, 67, amerikansk politiker, senator för Rhode Island sedan 1839
- 1848 – John Winston Jones, 56, amerikansk demokratisk politiker, talman i USA:s representanthus 1843–1845
- 1860 – Ernst Moritz Arndt, 90, tysk professor i historia, diktare och kompositör
- 1891 – William Windom, 63, amerikansk republikansk politiker, senator för Minnesota 1870–1871, 1871–1881 och 1881–1883 USA:s finansminister 1881 och 1889–1891
- 1899 – Alfred Sisley, 59, fransk målare inom impressionismen
- 1906 – Kristian IX, 87, kung av Danmark sedan 1863
- 1912 – Herman Bang, 54, dansk författare och journalist
- 1919 – Richard Bergh, 60, svensk konstnär
- 1933 – Sara Teasdale, 48, amerikansk poet och kulturpersonlighet
- 1934 – Fritz Haber, 65, tysk kemist, mottagare av Nobelpriset i kemi 1918
- 1948 – Aimone av Aosta, 47, italiensk prins, titulärkung av Kroatien 1941–1943
- 1954 – Ole H. Olson, 81, amerikansk politiker, guvernör i North Dakota 1934–1935
- 1955 – Hans Hedtoft, 51, dansk socialdemokratisk politiker, statsminister 1947–1950 och sedan 1963
- 1962 – Fritz Kreisler, 86, österrikisk violinist
- 1963 – Robert Frost, 88, amerikansk poet
- 1964 – Alan Ladd, 50, amerikansk skådespelare
- 1969 – Allen Dulles, 75, amerikansk jurist och underrättelsechef
- 1970 – Basil Liddell Hart, 74, brittisk officer och militärhistoriker
- 1974 – H.E. Bates, 68, brittisk journalist, författare och manusförfattare, mest känd för bokserien Majs ljuva knoppar
- 1977 – Freddie Prinze, 22, amerikansk skådespelare
- 1979 – Birgit Sergelius, 71, finlandssvensk skådespelare
- 1986 – Leif Erickson, 74, amerikansk skådespelare
- 1987 – Gerhard Klopfer, 81, tysk nazistisk politiker
- 1992 – Willie Dixon, 76, amerikansk musiker
- 1993
  - Eva Remaeus, 42, svensk skådespelare, mest känd i rollen som Eva i Fem myror är fler än fyra elefanter
  - Gustav Hasford, 45, amerikansk författare.
- 1994 – Ulrike Maier, 26, österrikisk alpin skidåkare
- 1995 – Karl-Erik Forsgårdh, 75, svensk skådespelare
- 2003
  - Natalia Dudinskaja, 90, rysk ballerina och balettlärare
  - Frank Moss, 91, amerikansk demokratisk politiker, senator för Utah 1959–1977
- 2004
  - Janet Frame, 79, nyzeeländsk författare
  - Bo Sehlberg, 59, svensk journalist, fotograf och chefredaktör
- 2006 – Nam June Paik, 73, koreansk-amerikansk konstnär
- 2008 – Bengt Lindström, 82, svensk konstnär
- 2010 – Mikael Reuterswärd, 45, svensk äventyrare
- 2011 – Milton Babbitt, 94, amerikansk kompositör
- 2012
  - François Migault, 67, fransk racerförare
  - Oscar Luigi Scalfaro, 93, italiensk politiker, Italiens president 1992–1999
- 2014 – Lars Andreas Larssen, 78, norsk skådespelare
- 2015
  - Colleen McCullough, 77, australisk författare
  - Rod McKuen, 81, amerikansk poet, kompositör och sångare
  - Kel Nagle, 94, australisk golfspelare
- 2024 – Arne Hegerfors, 81, svensk sportjournalist
- 2025 – Salwan Momika, 38, irakisk flykting, aktivist och islamkritiker (mördad)